# Экология Финляндии

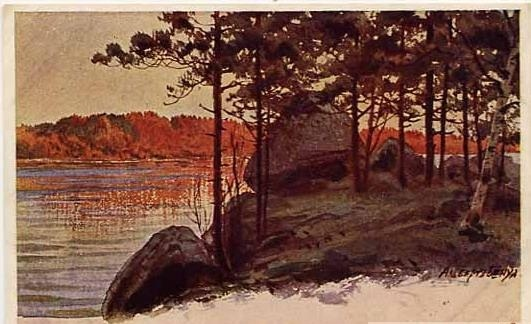
Худ.Альберт Бенуа. Уголок Финляндии

Экология Финляндии — последствия влияния человека на окружающую среду в Финляндии. Страна относится к числу государств с достаточно благополучной экологической обстановкой, при этом рассматривается вопрос об ужесточении формулировок в уголовном кодексе в области экологических преступлений, а опрос 2018 года показал, что почти половина респондентов обеспокоена экологическими проблемами как в стране, так и в мире.

## Проблемы
Одними из актуальных экологических проблем в стране являются вопросы подкисления почвы и потепления атмосферы из-за воздействия природных видов топлива. Эти проблемы признаны международными, и их решением Финляндия занимается вместе с другими странами Европейского союза. Так, в соответствии с постановлением ЕС о снижении выбросов парниковых газов в атмосферу к 2030 году на 40 % от уровня 1990 года, Финляндия намерена снизить выбросы до 50 %.
По мнению индийского эколога и нобелевского лауреата Раджендры Пачаури, Финляндия находится в авангарде стран по адаптируемости к изменениям климата. В 2013 году отмечалось появление в реке Тенойоки на севере страны не типичного для Финляндии «русского лосося», что связывают с происходящими изменениями климата. Новая климатическая и энергетическая стратегия правительства Финляндии предполагает снижение доли нефти в производстве энергии на 20 % и увеличение доли ветряной энергии на одну треть, до 9 тераватт-часов к 2025 году.

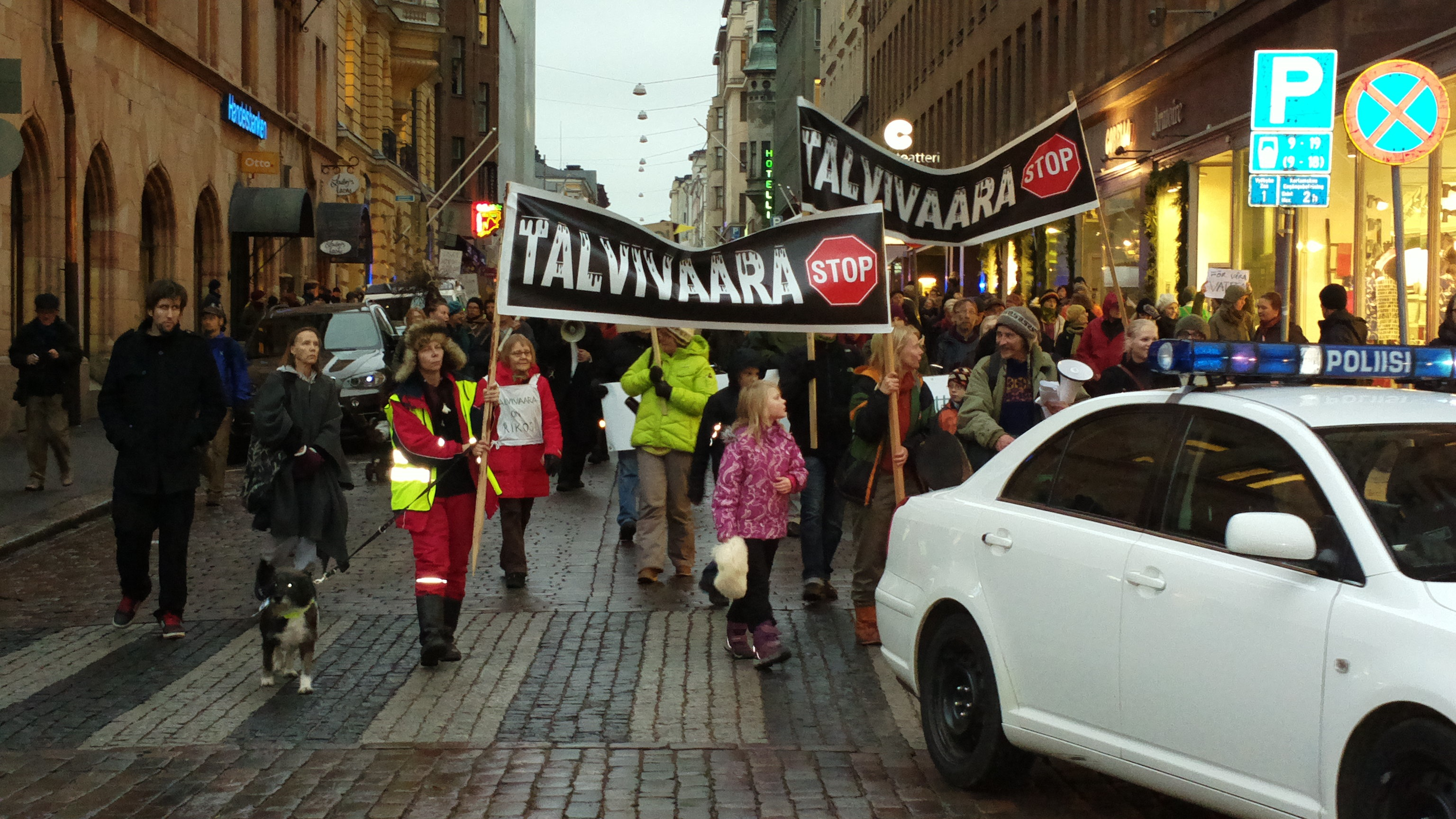
Демонстрация протеста в связи с утечками на руднике Талвиваара в 2012 году

В 2012 году Центр окружающей среды Финляндии составил список главных загрязнителей водоёмов страны. Это водоочистная станция Виикинмяки в Хельсинки (на её долю приходится обработка сточных вод примерно 20 % населения Финляндии), целлюлозно-бумажный комбинат УПМ в Раума, целлюлозно-бумажный комбинат компании Stora Enso в Оулу и водоочистная станция в Ювяскюля. По новому законодательству, в период 2016—2018 годов реконструкции будут подвергнуты канализационные системы до 100 тысяч частных домов, расположенных в прибрежной зоне. Также отмечалось, что в приграничных с Россией территориях в связи с развитием туризма сильному загрязнению бытовыми отходами подвергаются обочины дорог.
На 2013 год в Финляндии насчитывалось около двух тысяч компаний, работающих с применением экологических технологий, то есть в сфере Cleantech. Лидером по разработке методов по очистке сточных вод является химический концерн «Kemira».

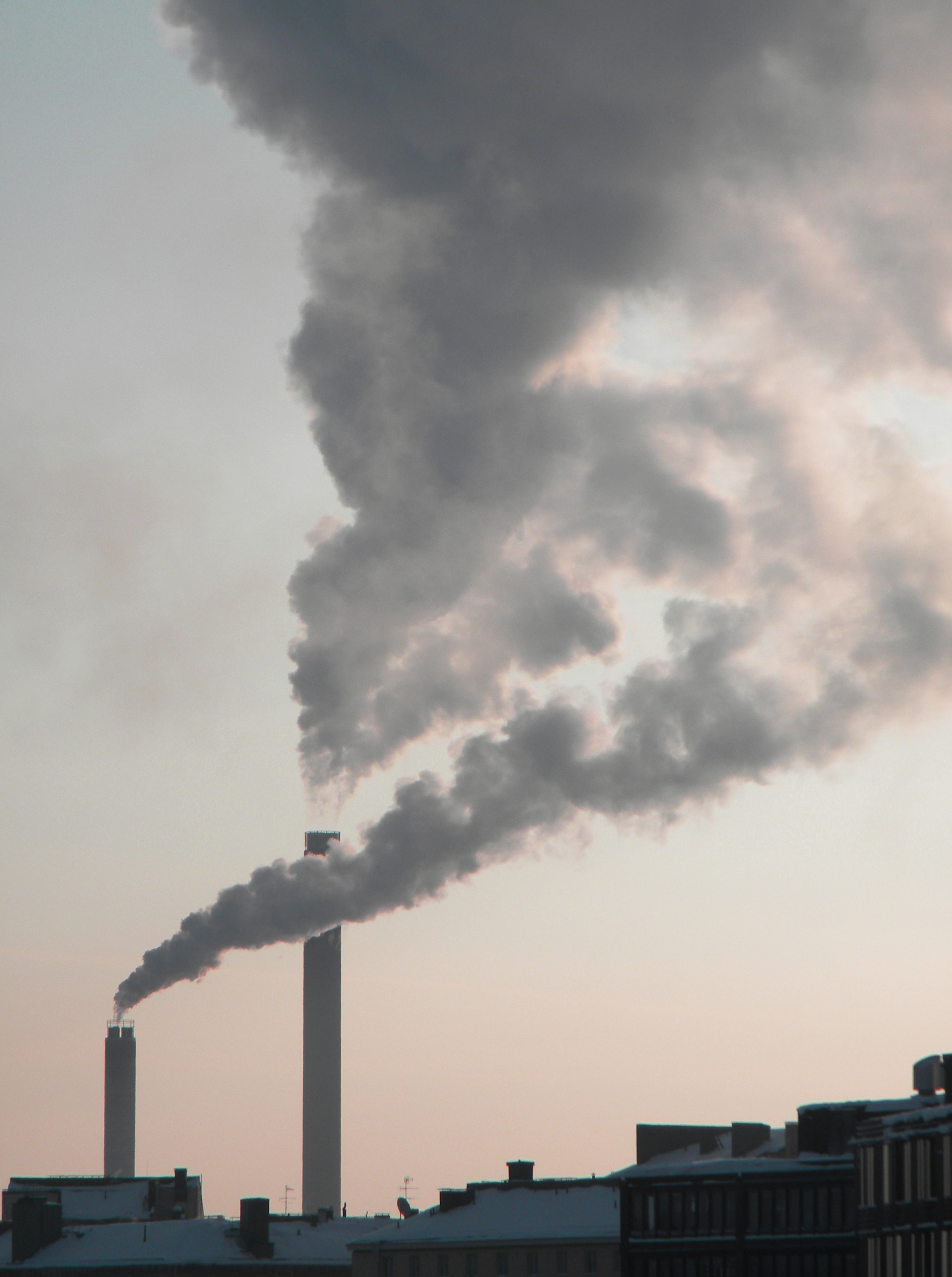
Шлейф дыма от электростанции в Хельсинки

По статистическим данным, количество бытовых отходов в среднем составляло в 2008 году 500 кг в год на душу населения, а в 2011 году повысилось до 505 кг на человека. В 2012 году общее количество бытовых отходов в стране составило 2,7 млн тонн, из которых почти две трети направлено на вторичную переработку. К началу 2016 года вступил в силу закон о запрете захоронения биологических отходов на свалках, а также ведутся запланированные работы по снижению общего уровня отходов до 450 кг на человека в год. Рядовые финны активно участвуют в ликвидации бытового мусора на улицах городов и вдоль дорог.
Специалисты отмечают, что в регионе Пиексямяки некоторые виды озёрных рыб, а также съедобных грибов до настоящего времени (после загрязнений, причинённых в 1986 году Чернобыльской аварией) содержат повышенный уровень цезия и других радиоактивных веществ, не являющихся, однако, опасными для жизни человека. Также исследование, проведённое в 2013 году Центром радиационной безопасности, Финским реестром раковых заболеваний, Университетом Тампере и Национальным институтом здоровья и благополучия THL на основе сведений о 3,8 млн заболеваний раком в Финляндии установило, что количество случаев онкологии не увеличилось среди финнов, которые были подвержены облучению в период аварии на Чернобыльской АЭС.
Согласно опубликованной в 2013 году в Turun Sanomat информации, из 23 финских крематориев только два имеют развитую систему фильтрации дымовых газов. В то же время, согласно рекомендациям Хельсинкской комиссии по защите морской среды Балтийского моря, Финляндия обязалась до начала 2015 года уменьшить выброс ртути и угарного газа из крематориев.

## Происшествия
7 апреля 2018 в общине Мянтюхарью (Финляндия) в результате схода с рельсов из российской железнодорожной цистерны в почву вылилось около 35 тысяч литров метилтретбутилового эфира, в результате был нанесён большой ущерб экологии.

## Взаимодействие с другими государствами
Финляндия — активный член многих региональных экологических организаций и ведёт активную деятельность в двустороннем порядке. Особую озабоченность Финляндии вызывает экология Балтийского моря, признанного одним из самых загрязнённых морей. Главной причиной цветения воды на Балтике в летнее время, которое вызывает массовые заморы рыбы и отравления животных и людей, признаны сине-зелёные водоросли. В рамках защиты Балтики финские специалисты выявили ряд предприятий в России и Польше, загрязняющих морские воды фосфатами. По мнению исследователя Центра окружающей среды Финляндии Сеппо Кнууттила и председателя Группы действия по Балтийскому морю Илкки Херлина, Евросоюз, к сожалению, не рассматривает проблемы Балтийского моря как приоритетные.
22 апреля 2016 года министр окружающей среды Киммо Тийликайнен от имени Финляндии подписал Парижское соглашение по климату. В рамках энергетической и климатической политики, к 2030 году в Финляндии появится 25 тысяч мест для зарядки электромобилей, а правительство готово субсидировать развитие этого вида транспорта. Для снижения углеводородного следа страны, в 2019 году Фонд независимости Финляндии «Sitra» рекомендует финнам изменить бытовые привычки и перейти от мясоядения к веганству (или оволактовегетарианству), а также максимально сократить использование личного автотраспорта.

### «Северное измерение»: экологическая политика
Целью программы «Северное измерение» является решение характерных проблем регионального развития в Северной Европе, в число которых входит и решение экологических проблем, включая проблемы утилизации ядерных отходов и сточных вод.
В рамках Северного Измерения существует концепция «Природоохранное партнёрство Северного Измерения». Она разработана в 2001 году в ответ на запросы Российской Федерации и международного сообщества согласовать усилия для решения экологических проблем Северо-Запада России. Основным рычагом данной инициативы в решении экологических проблем является предоставление грантов под экологические проекты в Северо-Западном регионе России.